# 血与土

国家食品与农业部标志，反映了“血与土”的意识形态

血与土（德語：Blut und Boden）是近代德国的种族意识形态之一，指民族的生存依靠血（民族的血统）和土地（农业生产的基础），同时也强调了农业的重要意义以及农村生活的美德及传统价值，并将其与城市生活对立。这一意识形态与当时德国的生存空间理念紧密相关，即认为德意志民族应向东欧扩张，通过东方总计划征服并取代当地的斯拉夫人和波罗的人。 
这一论点起源于19世纪末的种族主义和民族主义，是纳粹德国意识形态的核心组成部分。农业者联盟的民族主义思想以及里夏德·瓦尔特·达雷的著作，对农业政策产生了深远影响，他们的观点后来被阿道夫·希特勒、海因里希·希姆莱和巴尔杜尔·冯·席拉赫采纳。 
1932年，纳粹党报《人民观察家》因德国知名军人、作家恩斯特·荣格反对“血与土”的意识形态而对他展开攻击，指责他是“唯理智论者”和“自由主义者”。

## 起源
德语中的“血与土”这一表达起源于19世纪末，最初见于一些宣扬种族主义和浪漫民族主义的小册子中。它催生了一种具有地方主义色彩的文学形式，并带有一定的社会批判色彩。这种浪漫主义的乡土情结在纳粹党崛起前就已广泛存在。19世纪德国农业浪漫主义的重要代表人物是恩斯特·莫里茨·阿恩特和威廉·海因里希·里尔，他们主张农民阶层是德国民族和保守主义的基础。
纳粹时期之前的极端民族主义者常常支持乡村生活，声称其比城市生活更为健康。农业者联盟甚至将城市儿童送往乡村劳动，希望他们能够被塑造成边防农民。
在纳粹德国崛起之际，里夏德·瓦尔特·达雷1930年的著作《源自血与土的新贵族》使得“血与土”这一口号广为流传。在书中，他提出应实施一系列优生计划，主张通过选择性育种来根本解决国家面临的各种问题。早在1928年，他还撰写了《农民作为北欧人种生命源泉》一书，提出他的理论：北欧人与东南欧人之间所谓的差异，根源在于北欧人与优越土地之间的联系。达雷是纳粹党的重要成员，也是著名的种族理论家，对纳粹党在城市之外的普通德国人中赢得支持起到了关键作用。在掌权之前，纳粹党就呼吁人们从城市回归乡村。这种农业情结使他们能够同时反对中产阶级与贵族阶层，并将农民塑造成高于城市道德污泥之上的理想人物。

## 纳粹意识形态

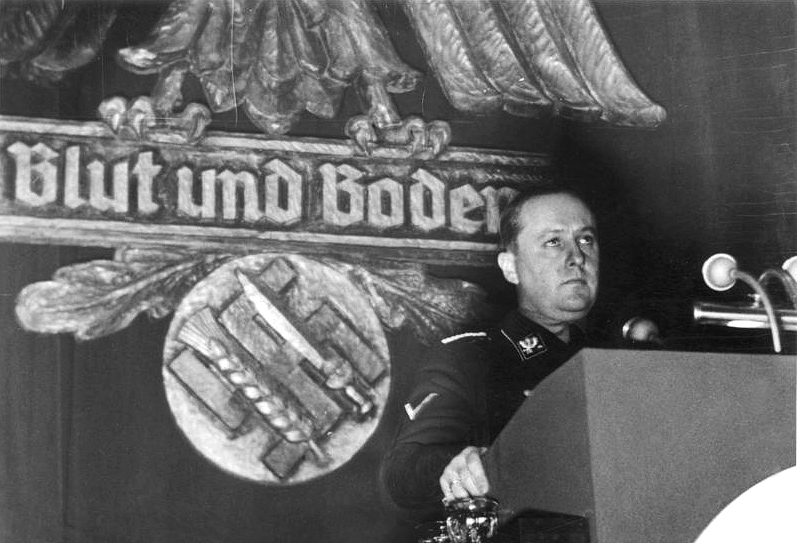
1937年12月13日，里夏德·瓦尔特·达雷在戈斯拉尔向农民社群发表讲话，他站在一面印有帝国鹰和纳粹标志（卐），其间交叉着一把剑与一束麦穗、并标有“血与土”字样的标志前（资料来源：德国联邦档案馆）。

这一理论不仅倡导“回归土地”的方针和重新采纳“乡村价值观”，还宣称德国的土地与德意志民族的血统之间存在某种（可能带有神秘色彩的）不可分割的联系。农民被纳粹视为文化英雄，他们肩负着德国种族血统与历史的传承——例如在一次纪念中世纪农民起义的活动中，达雷发表演讲，称赞农民是德国历史中的力量与净化者。农业主义被宣称为理解“自然秩序”的唯一途径。城市文化则被贬为软弱无力的“沥青文化”，并部分地以暗示归因于犹太影响，描绘为一种只能通过元首意志加以根除的堕落现象。
这一理论也影响了纳粹对理想女性的定义：她应是一位健壮的农妇，耕作土地、孕育强健的子女。这种形象促成了对经户外劳动而晒成古铜色的健美女性的赞美。农村女性生育率高于城市女性，这一点也是纳粹支持乡村女性形象的重要原因。
卡尔·施米特认为，一个民族会根据其“血与土”发展出与之相适应的法律，因为真正的“本真性”要求人们忠于人民，而非抽象的普遍原则。
《新人民》杂志刊登了反犹的种族统计图表，谴责所谓雅利安家庭农田的被破坏，并宣称犹太人正在消灭德国传统的农民阶层。学校使用的宣传海报描绘了人们从乡村迁往城市的情景。《德国国家教义问答》——这是一部在学校广泛使用的纳粹宣传教材——也讲述了一些农民如何丧失祖传土地、被迫迁往城市的故事，并强调这种迁移带来的道德败坏影响。

## 纳粹的实施
这一计划在意识形态和宣传上得到了远多于实际改革的支持。当戈特弗里德·费德尔试图将工人安置在农村、围绕分散的工厂进行生产时，他遭到了将领和容克的反对，最终计划未能实现。将领们反对是因为这会妨碍德国的军事重整，而容克们反对则是因为这将阻碍他们将庄园用于从国际市场获利。此外，这一计划还要求将容克的大型庄园拆分给独立农民，但这一措施最终并未付诸实施。
1933年的国家世袭农场法贯彻了这一意识形态，其宗旨是“保留农民阶层，作为德国民族的血液之源”（德語：Das Bauerntum als Blutquelle des deutschen Volkes erhalten）。被选定的土地被划为世袭地产，不得抵押或转让，只有这些农民才有资格自称为 （农民、农场主），纳粹试图将这一原本中性甚至带有贬义的词汇赋予积极意义。法律规定，地区习俗只能决定由长子还是幼子继承农场；在没有明确习俗的地区，则由幼子继承。但在纳粹统治时期，大多数情况下是由长子继承。继承权以父系为优先，若没有儿子，则优先由死者的兄弟或侄子继承，而不是其女儿。乡村也被视为培养士兵的理想场所，并被认为在地主与农民之间存在一种有机的和谐关系，与工业城市中所谓的“种族混乱”形成对比。此外，该法律还明确禁止犹太人从事农业：“只有拥有德意志血统的人才可以成为农民。”
这一理念也促成了对希特勒青年团和德国少女联盟的成员实施一年农业劳动服务的要求。这一强制性服务期在学生完成基础教育之后、进入高等学习或就业之前进行。虽然在农场劳动并非唯一被认可的服务形式，但却是最常见的一种；其目的是让城市中的青年重返乡村，希望他们今后能够“留在土地上”。1942年，有60万男孩和140万女孩被派往乡村，协助完成秋收。

### 生存空间

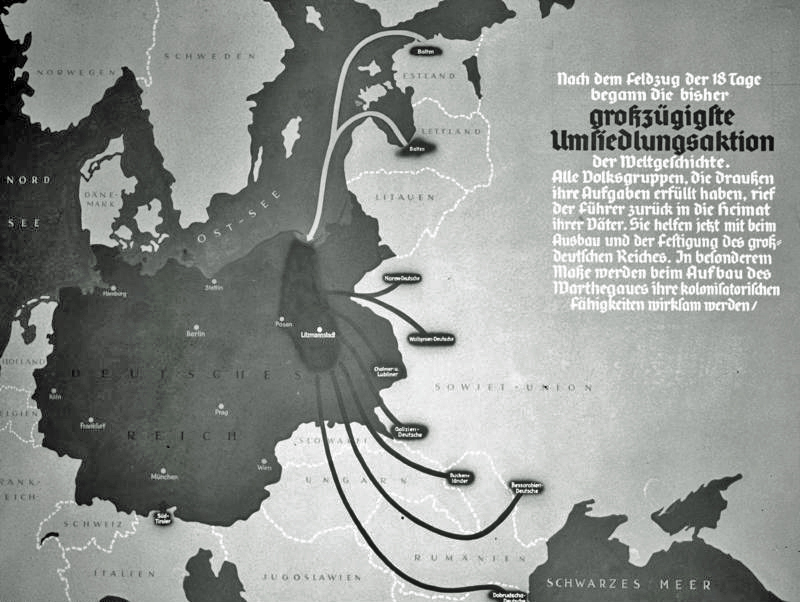
德国殖民者出现在被吞并的波兰领土，源于纳粹德国实施的“重返帝国”运动

“血与土”是生存空间概念的基本支柱之一。通过向东扩张并将这些土地转变为德国的粮食产地，纳粹德国希望避免重蹈一战时大规模粮食短缺的覆辙。这一目标使得“血与土”在德国民众中更具吸引力。即使是对斯拉夫人本身并无敌意的阿尔弗雷德·罗森堡，也认为将他们从这些德国人曾经居住过的土地上驱逐是必要的，因为血与土的统一要求如此。《我的奋斗》中明确将获取领地和收复故土列为外交政策不变的核心目标，以满足德意志民族（被纳粹定义为种族上的纯种日耳曼人）的生存需求。
在讨论向东扩张以获取生存空间的问题时，希特勒设想乌克兰将成为德国的“粮仓”，同时对那里的“俄罗斯”城市表现出强烈的敌意，认为这些城市是俄罗斯民族主义与共产主义的温床。他禁止德国人居住在这些城市，并宣称它们应在战争中被摧毁。即便在战争进行期间，希特勒也下令列宁格勒必须被夷为平地，丝毫不考虑其居民的生存或粮食供应。这一战略还要求彻底摧毁当地工业，使这些地区完全转为农业用途。计划中将迁入这些地区的边防农民被明令不得与城市女子通婚，只能娶从未在城市生活过的农家女子，并鼓励他们养育多子女家庭。
此外，这些由“坚韧的农民种族”所占据的土地，将成为抵御来自亚洲进攻的堡垒。

## 对艺术的影响

### 小说
在纳粹党上台前，两种颇受欢迎的文学体裁是乡土小说（Heimat-Roman）和土地小说（Schollen-Roman），后者也被称作“血与土小说”。在纳粹时期，这类文学作品的数量大幅增加，其名称也被缩略为，并发展出关于统一的神秘主义。这类文学往往融合了战争题材与“士兵-农夫”的形象，强调其未被城市所污染的纯洁性。作品通常设定在一个表面上的历史过去，但通过描绘季节更替的方式，营造出一种超越时间的永恒感。“血与土”小说与戏剧颂扬农民的生活与生育能力，并常常以一种神秘主义的方式将两者联系在一起。
在反犹儿童读物《毒蘑菇》中，其虚构的反犹内容之一是《塔木德》将从事农业描述为最卑贱的职业。书中还描绘了一个犹太金融家强迫一位德国人出售其农场的情节，这一过程被一位邻家的男孩目睹。男孩深感痛心，于是发誓永不让犹太人踏入自家门槛。他的父亲对此表示赞赏，理由是农民必须牢记：犹太人总会夺走他们的土地。

### 绘画艺术
在纳粹统治时期的德国，某些艺术作品受到批判的理由之一是“艺术不能脱离血与土”。未能符合这一标准的作品会被贴上“颓废艺术”的标签而遭到排斥。在纳粹德国的艺术中，无论是风景画还是人物画，都体现了“血与土”的意识形态。事实上，一些纳粹艺术展览就直接以“血与土”为标题。艺术家们常常为原本无政治意味的画作冠以诸如“德国土地”或“德国橡树”之类的名称。绘画中极为偏爱乡村主题，尤其是风景画，这类作品在大德意志艺术展中最为常见。虽然这类绘画借鉴了德国浪漫主义传统，但要求作品必须扎根于真实的德国自然景观——即德意志人民的“生存空间”，且不能带有宗教色彩。农民形象也在纳粹艺术中广受推崇，象征着与自然和谐相处的朴素生活。这类艺术完全不表现农业机械化的现实，而是描绘农民徒手劳动、通过辛勤奋斗与土地互动的画面。
这种艺术作品能否被农民家庭接受，也被视为一个重要因素。

### 电影
在里夏德·瓦尔特·达雷的领导下，纳粹德国食品与农业部制作了宣传短片《血与土——新国家的基础》，该片不仅在纳粹党内会议上放映，也在德国全国的公共影院中广泛播出。其他“血与土”主题的影片同样强调“德意志性”与乡村之间的内在联系。例如，《黄金城》讲述了女主人公逃离乡村、前往城市，结果意外怀孕并被抛弃的故事；她最终投河自尽，临终前请求父亲原谅自己未能像他那样热爱乡土。《永恒之林》将森林描绘为超越历史变迁的存在，并以此象征德意志民族的恒久性，因其根植于这片土地。片中展现了森林庇护古代雅利安人、阿米尼乌斯与条顿骑士的情景，也经历了农民战争、战争与工业的摧残，乃至被黑人士兵占领后的羞辱，最后以新异教主义风格的五一节庆典作为高潮。在《前往蒂尔西特之旅》中，波兰的勾引者被描绘成堕落的“沥青文化”（即城市生活）的产物，而贤良的德意志妻子则是身穿传统服饰的乡村女性。纳粹时代的许多商业影片也常常插入大量对德国乡村风景的冗长镜头，以及对理想化“雅利安”情侣的赞美。

## 日本用法
《关于以大和民族为核心的全球政策的调查》广泛使用了“血与土”这一术语，通常以引号标出，明显借鉴了纳粹的用法。

## 现代用法
北美的白人至上主义者、白人民族主义者、新纳粹分子和另类右翼团体也采用了“血与土”这一口号。该口号在2017年8月团结右翼集会期间广为人知。集会于美国弗吉尼亚州夏洛茨维尔举行，目的是抗议该市计划拆除罗伯特·李将军的雕像。2017年8月11日晚，集会者手持火把在弗吉尼亚大学校园游行，高呼包括“血与土”在内的多个口号，相关影像被广泛传播，引发舆论哗然。此次集会因白人至上主义者詹姆斯·亚历克斯·菲尔兹蓄意驾车冲入反示威人群，导致32岁的女法律助理希瑟·海尔身亡，而持续占据全国新闻头条直到2018年12月其受审为止。2017年10月，在田纳西州谢尔比维尔举行的“白命贵”集会上，人群中也再次传出“血与土”的口号。
在于2018年的告别信中，美国参议员约翰·麦凯恩明确表示，美国是“一个建立在理想之上的国家，而非‘血与土’的国家”，以此明确拒绝了这一类观念。

## 延伸阅读
- Gies, Horst. . Vandenhoeck & Ruprecht. 2019. ISBN 978-3-412-51280-4 （德语）.